# Circondario di Eisleben
Il circondario di Eisleben (in tedesco Landkreis Eisleben) era un circondario della Sassonia-Anhalt di 69.489 abitanti, che aveva come capoluogo Eisleben.
Già circondario durante la DDR, venne mantenuto tale anche dopo l'unificazione. Il 1º luglio 1994 è stato poi unito con la quasi totalità del territorio del circondario di Hettstedt e con parte del territorio del circondario di Querfurt, a formare il circondario del Mansfelder Land.

## Città e comuni
(Abitanti al 31 dicembre 2006)
| Città 1. Eisleben (25.703) | Comuni |